# Холодные Ручьи
Холодные Ручьи — деревня в Нежновском сельском поселении Кингисеппского района Ленинградской области.

## История
Впервые упоминается в Писцовой книге Водской пятины 1500 года как деревня Кривой Ручей в Каргальском погосте Копорского уезда.
Затем как деревня Kriuoi Rutzei by в Каргальском погосте (западной половине) в шведских «Писцовых книгах Ижорской земли» 1618—1623 годов.
На карте Ингерманландии А. И. Бергенгейма, составленной по шведским материалам 1676 года, обозначена как деревня Kolodna.
На карте Санкт-Петербургской губернии Ф. Ф. Шуберта 1834 года она упоминается как деревня Холодные Ручьи или Новая Дача.

НОВАЯ ДАЧА — деревня принадлежит супруге чиновника 4 класса Милашевича, число жителей по ревизии: 22 м. п., 33 ж. п. (1838 год)

В пояснительном тексте к этнографической карте Санкт-Петербургской губернии П. И. Кёппена 1849 года она записана как деревня Kylmä oja (Новая Дача или Холодные Ручьи) и указано количество её жителей на 1848 год: ижоры — 30 м. п., 27 ж. п., всего 57 человек, которые относились к православному Копорскому Преображенскому приходу.
На карте профессора С. С. Куторги 1852 года, также упомянута деревня Новая Дача (Холодные Ручьи).

НОВАЯ ДАЧА — деревня жены наследников лейтенанта Жукова, 10 вёрст по почтовой, а остальное по просёлкам, число дворов — 4, число душ — 10 м. п.

НОВАЯ ДАЧА — деревня вдовы чиновника 4 класса Малашевичевой, 10 вёрст по почтовой, а остальное по просёлкам, число дворов — 11, число душ — 28 м. п. (1856 год)

НОВАЯ ДАЧА (ХОЛОДНЫЕ РУЧЬИ) — деревня, число жителей по X-ой ревизии 1857 года: 24 м. п., 26 ж. п., всего 50 чел.

НОВАЯ ДАЧА — деревня, число жителей по X-ой ревизии 1857 года: 17 м. п., 18 ж. п., всего 35 чел.

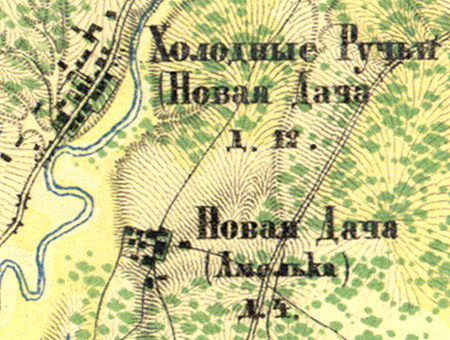
Деревня Холодные Ручьи на карте 1860 года

Согласно «Топографической карте частей Санкт-Петербургской и Выборгской губерний» в 1860 году деревня называлась Холодные Ручьи (Новая Дача) и состояла из 12 крестьянских дворов, к югу от неё находилась деревня Новая Дача (Амелька) из 4 дворов.

НОВАЯ ДАЧА (ХОЛОДНЫЕ РУЧЬИ) — деревня владельческая при реке Систе, число дворов — 12, число жителей: 28 м. п., 28 ж. п. 

НОВАЯ ДАЧА (АМЕЛЬКА) — деревня владельческая при реке Систе, число дворов — 4, число жителей: 10 м. п., 14 ж. п. (1862 год)

В 1869 году временнообязанные крестьяне деревни выкупили свои земельные наделы у Е. Г. Милашевич и стали собственниками земли.

НОВАЯ ДАЧА (ХОЛОДНЫЕ РУЧЬИ) — деревня, по земской переписи 1882 года: семей — 18, в них 46 м. п., 49 ж. п., всего 95 чел.

НОВАЯ ДАЧА — деревня, по земской переписи 1882 года: семей — 4, в них 12 м. п., 12 ж. п., всего 24 чел.

НОВАЯ ДАЧА (ХОЛОДНЫЕ РУЧЬИ) — деревня, число хозяйств по земской переписи 1899 года — 19, число жителей: 47 м. п., 50 ж. п., всего 97 чел.;
 разряд крестьян: бывшие владельческие; народность: русская — 3 чел., финская — 94 чел.

НОВАЯ ДАЧА — деревня, число хозяйств по земской переписи 1899 года — 4, число жителей: 8 м. п., 11 ж. п., всего 19 чел.;
 разряд крестьян: бывшие владельческие; народность: финская — 13 чел., смешанная — 6 чел.

В конце XIX — начале XX века деревня административно относилась к Стремленской волости 2-го стана Ямбургского уезда Санкт-Петербургской губернии.
По данным «Памятной книжки Санкт-Петербургской губернии» за 1905 год деревня называлась Криворучье (Холодные Ручьи).
Согласно данным переписи населения СССР 1926 года в деревне Холодные Ручьи Райковского сельсовета Котельской волости Кингисеппского уезда проживали 86 человек, большинство ижоры, а также русские.
По данным 1933 года деревня называлась Холодный Ручей и входила в состав Райковского сельсовета Кингисеппского района.

План деревни Холодные Ручьи. 1938 год

Согласно топографической карте 1938 года деревня называлась Холодные Ручьи и насчитывала 20 дворов.
По данным 1966, 1973 и 1990 годов деревня Холодные Ручьи входила в состав Нежновского сельсовета Кингисеппского района.
В 1997 году в деревне Холодные Ручьи проживали 5 человек, в 2002 году — 9 человек (русские — 89 %), в 2007 году — 2.

## География
Деревня расположена в северо-восточной части района на автодороге 41К-598 (Малое Райково — Копаницы).
Расстояние до административного центра поселения — 5 км.
Расстояние до ближайшей железнодорожной станции Котлы — 17 км.
Деревня находится на левом берегу реки Систа.

## Демография
| 1862 | 2007 | 2010 | 2017 |
| ---- | ---- | ---- | ---- |
| 56   | ↘2   | ↗4   | →4   |

### Национальный состав
Согласно данным Всероссийской переписи населения 2021 года в деревне проживали 55 человек, все русские.